# توللو
توللو (به ایتالیایی: Tollo) یک کومونه در ایتالیا است که در استان کییتی واقع شده‌است. توللو ۱۴٫۸۸ کیلومتر مربع مساحت و ۴٬۲۳۷ نفر جمعیت دارد و ۱۵۲ متر بالاتر از سطح دریا واقع شده‌است.